# Kannauji
Le kannauji est une langue parlée dans l'État de l'Uttar Pradesh en Inde et considérée comme une variante du hindi.